# 北市六省中
北市六省中是指六所位于臺灣臺北市、擁有极佳升學表現、校风和知名度的公立高級中學。分別為建國中學、師大附中、成功高中、北一女中、中山女高、景美女中。

## 歷史背景
建國中學、師大附中、成功高中、北一女中、中山女高等五校因長期共同舉辦「五省中聯合招生考試」而經常被合稱為北市五省中，同時這五所中學兼設有初級中學部，1961年前全台各地初級中學辦學權責尚未統一，各校分屬省、縣、市政府各自辦學，省立初中因其主管機關層級高於縣市政府，其資源較為充足，且五校長期獨立於市立中學獨立舉辦聯合招生，在學生、家長、補教界中有其特殊地位，北市五省中同時也泛指上述五校之初級中學部。
自1958年「臺北區公立高級中學聯合招生」開辦以來，此六校長年包辦了北區公立高中聯招最前面的幾個名次，亦吸引大量全台各縣市頂尖學子就讀，「五省中」稱號遂以「北聯前三志願」明星高中漸漸取代之。繼之，各校疏散於周邊縣市的聯合分部逐步獨立設校，1962年起，各校初中部不再聯合獨立招生，轉而加入初中聯招，1968年九年國民教育實施，各校停辦初中部，為家長、補教界追捧之「省立初級中學」正式走入歷史。
1967年台北市升格為直轄市前，大台北地區公立高中尚有：省立復興中學（時校地轄區屬陽明山管理局）、陽明山管理局士林中學、省立板橋中學（位於台北縣）、省立景美女子高級中學（時校地轄區屬台北縣木柵鄉）。1967年台北市轄內公立學校逐步改制為台北市立，同年臺灣師範大學改制為國立，1968年台北市擴增轄區，復興中學、士林中學、景美女中歸入台北市教育局轄下，校名遂更改為「台北市立……高級中學」。

## 組成學校
六省中由三所男校與三所女校組成（名稱為改隸臺北市前之省立校名）：
男校（三省中）
- 臺灣省立臺北建國中學，已經改制為臺北市立建國高級中學（戰後接收日治時期的台北州立台北第一中學校、第三中學校、第四中學校的台籍學生）。
- 臺灣省立師範大學附屬中學，已改制為國立臺灣師範大學附屬高級中學（戰後接收日治時期的台北州立台北第一中學校及第三中學校的日籍學生）。
- 臺灣省立臺北成功中學，已改制為臺北市立成功高級中學（日治時期稱為台北州立台北第二中學校）。

女校（三女中）
- 臺灣省立臺北第一女子中學，已改制為臺北市立第一女子高級中學（日治時期為台北州立台北第一高等女學校，以及併入台北第二高女、台北第四高女）。
- 臺灣省立臺北第二女子中學，已改制為臺北市立中山女子高級中學（日治台北州立台北第三高等女學校）。
- 臺灣省立景美女子高級中學，已改制為臺北市立景美女子高級中學。

雖然省辦高中政策於1968年始全面推行，但臺北市於1961年即先行試辦，移轉市立中學高中部學生至省立高中，1968年九年國民教育實施後五省中遂裁撤初中部。景美女中因創校較晚，從未設立初中部，校名自始即為高級中學。

## 五省中聯招及分部
台北市於1968年擴增轄區前，轄內只有五所省立高中，因此在1947年（民國36年）至1961年（民國50年）這段期間就已存在的五校，經常被合稱為「五省中」，而實施於1953年至1957年之間的「臺北市五省中聯合招生考試」，於1958年（民國47年）正式更名為「臺北區公立高級中學聯合招生」。在1953年之前，此五省中各自辦理獨立招生考試。
五省中在1955年時，配合政府防空疏散政策，於郊區設置五所分校，統稱為「臺北市五省立中學聯合分部」；後五所分部分別獨立設校，造就四所單一性別的學校，有不同性別的校友。
各分部學校如下：
- 中和聯合分部，建國中學主辦，臺北縣中和鄉（現新北市中和區）中和國中前身
- 新店聯合分部，北一女中主辦，臺北縣新店市（現新北市新店區）五峰國中前身
- 木柵聯合分部，師大附中主辦，臺北縣木柵鄉（現臺北市文山區）實踐國中前身
- 汐止聯合分部，北二女中主辦，臺北縣汐止鎮（現新北市汐止區）秀峰高中前身
- 桃園聯合分部，成功中學主辦，桃園縣茄苳溪（現桃園市桃園區境內）武陵高中前身

## 相關發展
- 臺北市的男校：戰後臺北二中的學生家長極力主張更名一中，當時臺北一中的張耀堂校長努力奔走維持校名，教育廳遂將北一中更名「臺灣省立臺北建國中學」，二中則更名「臺灣省立臺北成功中學」，取其「建國成功」之意。但是戰後初期各校均獨立招生，並無明顯的志願順序。直到1953年首次五省中聯招、1955年首次大學聯招之後，所謂「北聯前三志願」的建國中學、師大附中、成功中學的志願順序遂逐漸定形。
- 臺北市的女校：臺北第二、第四高女在戰後不久，因校舍嚴重受損、日籍師生遣返後，剩下的人數過少而停辦。二高女原址在立法院，四高女原址在國立臺北護理健康大學內江校區。臺北第一高女、第三高女也曾有校名爭議，臺北第一高女在當時該校家長會長杜聰明博士、胡琬如校長等人的爭取下，更名「臺灣省立臺北第一女子中學」；三高女更名「臺灣省立臺北第二女子中學」，即後來的臺北市立中山女子高級中學。一女中雖然保住「第一」的校名，但是戰後同樣遭到校舍嚴重受損、剩下的師生過少，校務幾近停擺的困擾。因此在戰後初期，臺灣女學生多以就讀二女中為主。直到辦學成就斐然的江學珠校長於1949年接掌一女中，銳意改革，北一女中進步一日千里，方得到後來的聲望。1962年花蓮女中校長鄧玉祥女士奉命至台北縣木柵鄉籌設臺灣省立景美女子高級中學，因而成立了臺灣唯一一所戰後成立的公立女中，並形成「北一、中山、景美」的北聯女生組長期的前三志願之志願順序。
- 北聯前三志願名稱，起因於北區高中聯招前期（1958年至1994年），大部份的學生係以此六校為前三志願的主要選擇，1994年台北市長陳水扁廣設公立高中政策，遂逐漸鬆動前三志願排名，尤以位處非市中心區的景美女中影響最大。在這幾所學校中，師大附中於1983年（民國72年）起開始兼收少量女生，起初僅有四個班，後增為六個班（不含音樂班與美術班等特殊班級），但由於相對其他女校錄取人數極少，對整體的影響有限。
- 關於資優班，各校的分佈列表如下：

| 學校名稱 | 自然組                                | 社會組                                                              |
| 建國中學 | 科學班1班、數理資優2班                | 人文社會資優1班                                                     |
| 北一女中 | 科學班1班、數理資優2班                | 人文社會資優1班（108學年度改為分散式人文社會資優班，111學年度停辦） |
| 師大附中 | 科學班1班、數理資優2班、資訊科學班1班 | 語文資優1班                                                         |
| 成功高中 | 數理資優1班（96年以前為自然資優班）   | 無                                                                  |
| 中山女高 | 數理資優1班                           | 人文社會資優1班                                                     |
| 景美女中 | 無                                    | 語文資優1班                                                         |
- 北聯的時期為1958年（民國47年）到2000年（民國89年），在此42年間，北聯總召主要學校為北一女中(12) 、建國中學(10)、中山女中(5)、景美女中(4)、成功高中(4)、復興高中(2)、中正高中(2)。五省中只有師大附中從未實際擔任過負責總召集工作的主委學校[2]。
- 北市六省中均有聯合校友會，三大校友會分別是建北會，附中山校友會，與成景會。在美國等海外地區，幾所學校的校友會也常合作舉辦活動。